# Лаха (язык, Индонезия)
Лаха (Central Ambon) — язык, на котором говорят на юге центрального побережья острова Амбон, также в деревне Лаха и других на Молуккских островах в Индонезии. Язык схож с серамскими языками, но отличается от языка манусела, на 64 %-66 % похож на асилулу и сейт-кайтету (большинство аналогичных). Родители вдохновляют своих детей говорить на лаха, но кроме лаха также используется амбонский малайский язык.